# Domahidy László (énekes, 1920–1996)
Domahidy László, 1954-ig Szabó László (Debrecen, 1920. július 10. – Budapest, 1996. szeptember 1.) magyar operaénekes (basszus), érdemes művész.

## Életútja
Szabó Pál vasúti lakatos és Bakó Karikás Erzsébet fia. A debreceni zeneiskolában Hoór Tempis Erzsébet, a Zeneakadémián dr. Molnár Imre tanítványa volt 1938 és 1941 között. A végzés évében, a Kolozsvári Operában, a Traviatában lépett először színpadra.
1947 és 1980 között az Magyar Állami Operaház magánénekese volt.
Pályafutása során több mint nyolcvan – elsősorban karakterbasszus – szerepet énekelt. Vendégszerepelt a Távol-Keleten, valamint Európa jelentős operaszínpadain. Hangját számos lemez és rádiófelvétel őrzi. Magyar népdal- és nótafelvételei széles körű országos ismertséget biztosítottak számára.
Hivatásának fia, ifj. Domahidy László a folytatója.

## Szerepei
- Auber: Fra Diavolo – Giacomo
- Benjamin Britten: Albert Herring – Budd
- Csajkovszkij: Jevgenyij Anyegin – Zareckij
- Erkel Ferenc: Brankovics György – Cselebi aga
- Farkas Ferenc: Csínom Palkó – Tyukodi pajás
- Farkas Ferenc: Vidróczki – Marsó Lenci
- Gershwin: Porgy és Bess – Temetkezési vállalkozó
- Kacsóh Pongrác: János vitéz – A falu csősze
- Kadosa Pál: Huszti kaland – Ujhelyi doktor
- Kenessey Jenő: Arany meg az asszony – II. színész; Parancsnok
- Kodály: Háry János – Marci bácsi
- Julij Szerhijovics Mejtusz: Az Ifjú Gárda – Fasiszta altiszt
- Moniuszko: Halka – Dziemba
- Mozart: Szöktetés a szerájból – Ozmin
- Mozart: Figaro házassága – Bartolo
- Mozart: A varázsfuvola – Sarastro; Őrtálló II.
- Muszorgszkij: Borisz Godunov – Varlaam; A határőrség tisztje
- Muszorgszkij: Hovanscsina – Sztrelec I.; Sztrelec II.
- Orff: Az okos lány – A paraszt
- Polgár Tibor: A kérők – Pandúrkapitány
- Prokofjev: Három narancs szerelmese – Creonta szakácsnője
- Puccini: A Nyugat lánya – Ashby
- Ránki György: Pomádé király új ruhája – Pomádé király
- Rossini: A sevillai borbély – Don Basilio
- Smetana: Az eladott menyasszony – Kecal; Muff
- Sosztakovics: Katyerina Izmajlova – Udvaros; Altiszt
- Szabó Ferenc: Légy jó mindhalálig – Pedellus
- Szokolay Sándor: Vérnász – A menyasszony apja
- Szokolay Sándor: Sámson – Efton
- Verdi: Rigoletto – Sparafucile
- Verdi: La Traviata – Grenvil
- Verdi: Aida – Ramfisz
- Verdi: Falstaff – Pistol
- Wagner: A bolygó hollandi – Daland
- Wagner: A walkür – Hunding
- Wolf-Ferrari: A négy házsártos – Lunardo

## Filmjei
- Zenés fejtörő 1-3. (1958) – Önmaga
- Délibáb minden mennyiségben (1962, játékfilm)
- Az asszony és az igazság (1966) – Orvosszakértő (énekhang)
- Közbejött apróság (1966)
- Egy esküdtszéki tárgyalás (1970) – Első esküdt (énekhang)
- Zenés TV Színház: Esküdtszéki tárgyalás (1991)  – Első esküdt
- A palacsintás király 1-2. (1973) – Árus

## Szinkronszerepei

### Rajzfilmek
| Év   | Cím                                                                      | Szereplő                             | Szinkronhang   | Szinkron év |
| ---- | ------------------------------------------------------------------------ | ------------------------------------ | -------------- | ----------- |
| 1940 | Pinokkió (1. magyar szinkron)                                            | Stromboli                            | Charles Judels | 1962        |
| 1953 | Donald kacsa – Az új szomszéd (1. magyar szinkron)                       | Pete                                 | Billy Bletcher | 1987        |
| 1963 | Frédi és Béni IV/21-22. (1. magyar szinkron)                             | Tarajos sülMosogató eresztőjeAgykövi | Don Messick    | 1977-1980   |
| 1964 | Frédi és Béni – V/10. rész: Szépség csata-csetepaté (1. magyar szinkron) | Kőpulet, Júlia apja                  | N/A            | 1980        |
| 1966 | Frédi, a csempész-rendész (1. magyar szinkron)                           | Bobo                                 | Paul Frees     | 1978        |
| 1973 | A mesék birodalmában                                                     | Várbeli óriás                        | N/A            | 1977        |
| 1981 | Mickey és Donald (rajzfilmsorozat)                                       | Pete (archív felvétel)               | Billy Bletcher | 1987        |
| 1985 | Praclifalva lakói 1-13. (rajzfilmsorozat)                                | A zöld zabálók császára              | N/A            | 1989        |

### Filmek
| Év   | Cím                                         | Szereplő      | Színész             | Szinkron év |
| ---- | ------------------------------------------- | ------------- | ------------------- | ----------- |
| 1957 | Csendes Don (1. magyar szinkron)            | Padtyolkov    | Nyikolaj Muravjov   | 1958        |
| 1972 | Híres szökések – 8. rész: Benvenuto Cellini | III. Pál pápa | Giulio Girola       | 1974        |
| 1975 | Az augusztus olcsó Jamaicában               | Henry         | Leo McKern          | 1979        |
| 1975 | Vihar a szárazföldön                        | Gyagyenka     | Sztanyiszlav Csekan | 1977        |

## Kitüntetései
- Vietnámi Szocialista Munka Érdemrend, I. fokozat (1956)
- Szovjet Szövetségi Aranyérem (1979)
- „A Szövetség gázvezeték építéséért” emlékérem (1979)
- Érdemes művész (1980)
- Koreai Zászlórend (1980)
- A Haza Szolgálatáért arany fokozat (1982, 1985)

## Hang és kép
- Elindultam szép hazámbul
- Betyárnóták
- Kuruc dalok
- Deres már a határ